# Bandera Cofradía de Pescadores de San Pedro
La Bandera Cofradía de Pescadores de San Pedro (Kepa Deun Arrantzaleen Kofradia Ikurriña en euskera) es una competición anual de remo, concretamente de traineras, que se celebra en Pasajes de San Pedro (Guipúzcoa) desde el año 1993, organizada por la San Pedro.

## Historia
Las regatas se disputan en la bahía de Pasajes desde la temporada 1993. Como la San Pedro
Entre las temporadas 2007 y 2010 estuvieron incluidas en el calendario de pruebas de la Liga ACT, categoría en la que bogó la primera trainera de la Sociedad de Remo de San Pedro, organizadora de la prueba; y en la temporada 2006 y desde la 2011 a la 2023, excepto el período ya indicado, forma parte del calendario de la Liga ARC; categorías en la que bogaron tanto la primera trainera (2006 y 2020 a 2023) como la segunda tripulación (2011 a 2018); ya que tanto la Liga ACT como la Liga ARC exigen a los clubes que participan en dichas competiciones la organización de al menos una regata.
No se han celebrado las regata de los año 1997, 2003, del año 2014 al 2016 y las temporadas 2018, 2019 y 2021. Entre los años 2014 al 2019, la Sociedad de Remo de San Pedro organizó otras regatas para cumplir con la exigencia de la Liga ARC ya indicada. Así, en las temporadas 2014, 2016  y 2018 organizó la Bandera de Pasajes y en 2015 fue la Bandera Mindara.
Desde el año 1992 hasta el 2000, excepto en las temporada de 1996 y 1998, se disputaron en dos jornadas; la primera a modo de clasificatoria en las que las seis tripulaciones con mejores tiempo se clasificaban para la segunda jornada. La trainera ganadora era aquella que la suma de los tiempos obtenidos en las dos jornadas fuese menor.
Las boyas de salida y meta se sitúan frente al muelle de San Pedro y la baliza frente al muelle Molinao (Pasajes Antxo), con las calles dispuestas en paralelo al muelle Buenavista y frente a Pasajes de San Juan; bogando seis largos y cinco ciabogas con un recorrido de 3 millas náuticas que equivalen a 5556 metros.

## Historial
| Edición | Año       | Ganador        | Segundo                | Tercero             |
| ------- | --------- | -------------- | ---------------------- | ------------------- |
| I       | 1993      | San Pedro      | Orio                   | Fuenterrabía        |
| II      | 1994      | San Pedro      | Remeros de San Juan    | Fuenterrabía        |
| III     | 1995      | San Pedro      | Remeros de San Juan    | Fuenterrabía        |
| IV      | 1996      | San Pedro      | Ondarroa               | Remeros de San Juan |
|         | 1997      | no disputada   | no disputada           | no disputada        |
| V       | 1998      | San Pedro      | Zarauz                 | Getaria             |
| VI      | 1999      | San Pedro      | Orio                   | Astillero           |
| VII     | 2000      | Isuntza        | Orio                   | Astillero           |
| VIII    | 2001      | San Pedro      | Remeros de San Juan    | Ur Joko             |
| IX      | 2002      | San Pedro      | Zierbena               | Zarauz              |
|         | 2003      | no disputada   | no disputada           | no disputada        |
| X       | 2004      | Zarauz         | San Pedro              | Arraun Lagunak      |
| XI      | 2005      | Zumaia         | Zierbena               | Zarauz              |
| XII     | 2006      | San Pedro      | Isuntza                | Ondarroa            |
| XIII    | 2007      | Orio           | Fuenterrabía           | Castro              |
| XIV     | 2008      | Urdabai        | Castro                 | Orio                |
| XV      | 2009      | Castro         | San Pedro              | Orio                |
| XVI     | 2010      | Orio           | Urdabai                | Tirán               |
| XVII    | 2011      | Getaria        | Busturialdea-Elanchove | Ondarroa            |
| XVIII   | 2012      | Orio           | Trintxerpe             | Donostiarra B       |
| XIX     | 2013      | Fuenterrabía B | Arkote                 | San Pedro B         |
|         | 2014-2016 | no disputadas  | no disputadas          | no disputadas       |
| XX      | 2017      | Lapurdi        | San Juan               | Hibaika             |
|         | 2018-2019 | no disputadas  | no disputadas          | no disputadas       |
| XXI     | 2020      | San Pedro      | Pedreña                | Getaria             |
|         | 2021      | no disputada   | no disputada           | no disputada        |
| XXII    | 2022      | Arkote         | San Pedro              | Fuenterrabía B      |
| XXIII   | 2023      | San Pedro      | Zumaia                 | Arkote              |

## Palmarés
| Victorias | Club         | Años                                                             |
| --------- | ------------ | ---------------------------------------------------------------- |
| 11        | San Pedro    | 1993, 1994, 1995, 1996, 1998, 1999, 2001, 2002, 2006, 2020, 2023 |
| 3         | Orio         | 2007, 2010, 2012                                                 |
| 1         | Isuntza      | 2000                                                             |
| 1         | Zarauz       | 2004                                                             |
| 1         | Zumaia       | 2005                                                             |
| 1         | Urdabai      | 2008                                                             |
| 1         | Castro       | 2009                                                             |
| 1         | Getaria      | 2011                                                             |
| 1         | Fuenterrabía | 2013                                                             |
| 1         | Lapurdi      | 2017                                                             |
| 1         | Arkote       | 2022                                                             |